# Torneo de Bad Homburg 2023
El Bad Homburg Open 2023 fue un torneo de tenis jugado en canchas de césped al aire libre. Fue un torneo que pertenece a la categoría WTA 250 en el WTA Tour, fue la 3.ª edición del evento. El evento tuvo lugar en el TC Bad Homburg en Bad Homburg del 26 de junio al 1 de julio.

## Cabezas de serie

### Individuales femenino
| Tenista                | Ranking | Preclasificada |
| Iga Świątek            | 1       | 1              |
| Liudmila Samsónova     | 15      | 2              |
| Donna Vekić            | 23      | 3              |
| Mayar Sherif           | 31      | 4              |
| Bianca Andreescu       | 35      | 5              |
| Lin Zhu                | 39      | 6              |
| Elisabetta Cocciaretto | 41      | 7              |
| Varvara Gracheva       | 43      | 8              |
| Anna Blinkova          | 44      | 9              |

- Ranking del 19 de junio de 2023.[2]

### Dobles femenino
| Tenista                            | Ranking | Preclasificada |
| Alexa Guarachi Erin Routliffe      | 88      | 1              |
| Yana Sizikova Kimberley Zimmermann | 90      | 2              |
| Tereza Mihalíková Makoto Ninomiya  | 101     | 3              |
| Nadiia Kichenok Alicja Rosolska    | 107     | 4              |

## Campeones

### Individual femenino
Kateřina Siniaková venció a  Lucia Bronzetti por 6-2, 7-6(7-5)

### Dobles femenino
Ingrid Gamarra Martins /  Lidziya Marozava vencieron a  Eri Hozumi /  Monica Niculescu por 6-0, 7-6(7-3)